# Вилијам Робинсон
Вилијам Робинсон (William Robinson, 5. јул 1838 — 17. мај 1935) био је ирски вртлар практичар, писац, издавач и полемичар; противник викторијанских тепих-леја. Његове идеје о дивљем вртларству популаризују котиџ гарден, а паралелно трага за искреном једноставношћу и обичним стилом британског покрета Arts and Crafts. Робинсон је заслужан и као рани практичар мешовитих бордура које чине издржљиве перене. Робинсонов нови приступ хортикултури стекао је популарност кроз његове часописе и неколико књига, посебно The Wild Garden (1870) и The English Flower Garden (1883). 
У књизи The Wild Garden Робинсон се залаже за прекид са прихваћеним концептом викторијанског врта. Он прокламује више слободе у садњи и шири избор биљака, чиме се постиже сликовит и природан изглед.